# Grupa 92
A Grupa 92 ( magyarul: 92-es csapat) egy szlovén punk/new wave zenekar Ljubljanából, az egykori Jugoszláviából 1979 és 1982 között. A nevükben szereplő 92 a jugoszláv rendőrségi hívószámot jelenti. A zenekar a jugoszláv újhullám (a „Novi Val”) egyik meghatározó zenekara volt az 1980-as évek elején. A Berlinski zidhez hasonlóan a Grupa 92 is szerepelt a kultikus Novi Punk Val válogatáslemezen, ám a nagylemezfelvételt szintén nem kapott. Egyetlen kislemeze, az OD ŠESTIH DO DVEH/TUJCI 1980-ban jelent meg.

## Diszkográfia
- OD ŠESTIH DO DVEH/TUJCI (SP 1980)